# Fritz Barth (Fußballspieler)
Fritz Barth (Lebensdaten unbekannt) war ein deutscher Fußballspieler, der in den 1930er und 1940er Jahren für die SpVgg Sandhofen spielte.

## Karriere
Barth stürmte in der Saison 1938/39 in der Gauliga Baden, eine von zunächst 16, später auf 23 aufgestockten Gauligen zur Zeit des Nationalsozialismus als einheitlich höchste Spielklasse im Deutschen Reich. Am Ende seiner Premierensaison, als seine Mannschaft den achten Platz belegte, war er der zweitbeste Torschütze in dieser Spielklasse und erzielte mit 12 Toren fünf weniger als Georg Herbold vom SV Waldhof Mannheim. Mit Beginn des Zweiten Weltkriegs wurde die Gauliga Baden in Gruppen und Staffeln ausgetragen, seine Mannschaft belegte am Saisonende 1939/40 in der Gruppe Nordbaden den dritten Platz unter sechs Mannschaften. Im Teilnehmerfeld von zehn Mannschaften schloss sie die Folgesaison der Gauliga Baden auf Platz sieben ab. Seine letzte Saison bestritt Barth erneut in der Gruppe Nord; sportlich als Viertplatzierter die Klasse gehalten, zog der Verein sich – möglicherweise kriegsbedingt – aus der Gauliga Baden zurück.